# Mendive
Mendive é uma comuna francesa na região administrativa da Nova Aquitânia, no departamento dos Pirenéus Atlânticos. Estende-se por uma área de 45,75 km². Em 2010 a comuna tinha 168 habitantes (densidade: 3,7 hab./km²).